# Costanza d'Antiochia
Costanza d'Antiochia o Costanza d'Altavilla, in quanto discendente dell'omonima casata degli Altavilla (1128 – Libano, 1163), fu principessa d'Antiochia dal 1130 fino al 1163, poco prima della sua morte.
Unica figlia del principe Boemondo II e della principessa Alice, Costanza succedette al padre alla guida dello Stato crociato di Antiochia di Siria all'età di due anni, dopo che Boemondo II cadde in battaglia. La custodia della giovane principessa fu molto contesa: inizialmente sua madre assunse la reggenza, ma i nobili della città chiesero e ottennero l'intervento del nonno Baldovino II, re di Gerusalemme. Dopo la morte del sovrano nel 1131, Alice tentò nuovamente di assumere il controllo della regione, ma l'aristocrazia di Antiochia riconobbe il diritto del cognato Folco d'Angiò a governare in veste di reggente.
Nel 1136, Costanza fu data in sposa al nobile Raimondo di Poitiers e la coppia ebbe quattro figli. Quando Raimondo perse la vita durante la battaglia d'Inab, Baldovino III assunse la reggenza. Egli tentò di convincere Costanza a risposarsi, ma lei non accettò nessuno dei potenziali partiti, rifiutando anche un parente di mezza età affine all'imperatore bizantino Manuele I Comneno. Dopo diverso tempo cambiò idea e sposò Rinaldo di Châtillon, un cavaliere francese poco avvezzo alla politica e mosso esclusivamente dalla volontà di accumulare ricchezze.
Dopo che il suo secondo marito venne fatto prigioniero nel 1160 o 1161, Costanza intendeva governare Antiochia da sola, ma Baldovino III dichiarò principe legittimo il figlio quindicenne di lei, Boemondo. Costanza ignorò il volere del re e assunse il controllo dell'amministrazione del principato, con l'assistenza dell'imperatore Manuele. Nel 1163 fu detronizzata e rimpiazzata dal figlio, morendo nel medesimo anno.

## Biografia

### Primi anni
Nata nel 1128, Costanza discendeva dalla nobile casata degli Altavilla ed era l'unica figlia del principe Boemondo II di Antiochia e di Alice, seconda figlia di Baldovino II, re di Gerusalemme; prese il nome già della nonna paterna, Costanza di Francia. Quando Boemondo perse la vita nel corso di una battaglia minore combattuta sul fiume Ceyhan nel febbraio del 1130, sua moglie Alice assunse la reggenza per conto di Costanza, che all'età di due anni era divenuta formalmente la nuova principessa. Secondo le voci che si stavano diffondendo nel principato di Antiochia, Alice ambiva a governare «non come reggente, ma come sovrana regnante» e stava ipotizzando di esautorare la figlia Costanza relegandola dopo qualche anno in un monastero o concedendola in sposa a un cittadino comune. Al contempo iniziò ad avanzare le proprie pretese sul principato il normanno Ruggero II di Sicilia, cugino di Boemondo, che si considerava legittimo successore in quanto discendente più anziano della famiglia degli Altavilla. Tuttavia, in quel frangente storico Ruggero non poteva compiere alcuna azione, diplomatica o militare che fosse, per concretizzare la sua pretesa, impegnato com'era nelle operazioni di amministrazione dell'Italia meridionale.
I nobili antiocheni inviarono dei messaggeri da Baldovino II esortandolo a recarsi nel principato, poiché preferivano essere governati da un guerriero in quel periodo difficile; Alice allora si convinse di dover resistere al padre. Lo storico di poco successivo Guglielmo di Tiro afferma che chiese assistenza a Zengī, atabeg (governatore) musulmano di Aleppo, e che strinse dunque rapporti con gli "infedeli" pur di preservare il dominio sul principato. Secondo lo storico Dan Jones, è probabile che Alice intendesse inoltre dimostrare al padre di «essere in grado di rendere sicuri i confini di Antiochia» con la sola diplomazia, il che necessariamente richiedeva la distensione dei rapporti con il più forte tra i signori musulmani della regione, ovvero lo stesso Zengī. Secondo il resoconto fornito da Guglielmo di Tiro, l'inviato del governatore musulmano fu catturato e poi ucciso dai soldati di Baldovino II, il quale nel frattempo aveva raggiunto Antiochia. Nel giro di poco tempo Alice si trovò costretta a invocare la pietà del genitore e, una volta rimossa dalla reggenza, Baldovino le ordinò di lasciare la città.

### Regno

#### Insediamento

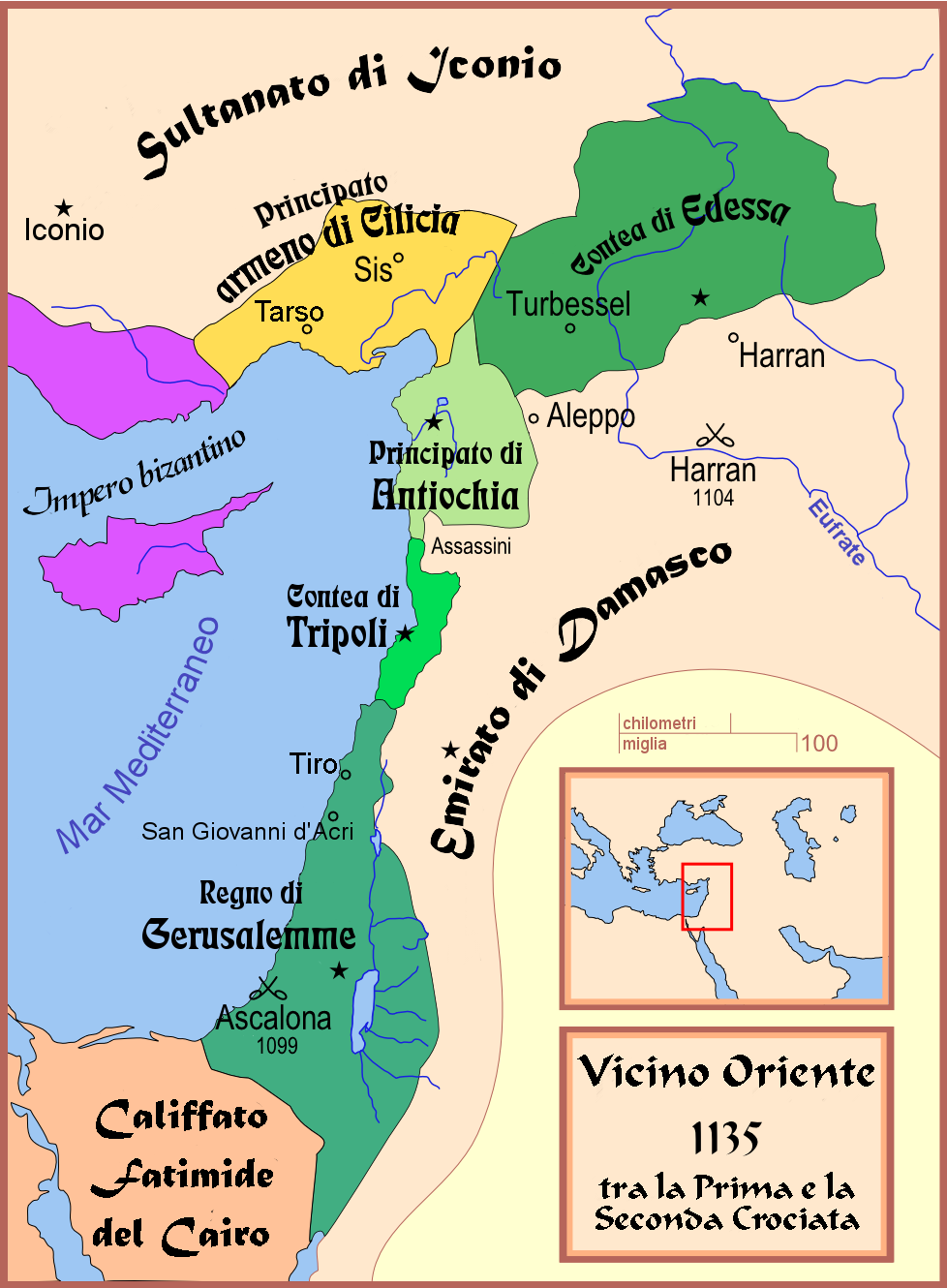
Gli Stati crociati intorno al 1135

I nobili antiocheni riconobbero Baldovino II come reggente, giurando fedeltà a lui e a Costanza. Egli nominò il conte di Edessa Joscelin I tutore della bambina, al fine di governare il principato fino al matrimonio di lei. Baldovino II morì il successivo 21 agosto 1131, seguito da Joscelin appena una settimana più tardi, creando così un vuoto di potere nella Terrasanta cristiana.
Alice rivendicò nuovamente la reggenza, contando di «rimanere sovrana assoluta del paese, anche se si fosse risposata». Tuttavia, la maggioranza dei signori antiocheni «temeva il governo di una donna» e inviò degli ambasciatori dal successore di Baldovino, il re consorte di Gerusalemme Folco V d'Angiò, cognato di Alice e marito della nuova regina Melisenda, sorella maggiore di Alice. Alice strinse quindi un'alleanza difensiva con Joscelin II di Edessa e Ponzio, conte di Tripoli, all'inizio del 1132. Folco dovette recarsi ad Antiochia via mare, poiché Ponzio non gli consentì di marciare attraverso la contea di Tripoli che collegava i due territori, e sbarcato al porto di San Simeone, situato alla foce del fiume Oronte, fu riconosciuto come reggente dai baroni antiocheni. Dopo aver nominato Rinaldo I Masoir, conestabile di Antiochia, nuovo amministratore del principato, Folco ottenne anche la sottomissione di Alice e Costanza.
Tornato a sud, Folco dovette rientrare ad Antiochia quando Zengī inviò Sawar, governatore di Aleppo, a invadere il principato nel 1132 o 1133. Dopo aver sconfitto gli invasori, il re fece il suo ingresso ad Antiochia. Poiché il principato aveva bisogno di un governo stabile e di maggiore sicurezza dalle aggressioni esterne, i nobili antiocheni intrattennero dei colloqui col re per individuare un marito per Costanza. Venne infine scelto Raimondo di Poitiers, figlio minore del potente duca d'Aquitania Guglielmo IX. Folco tuttavia non annunciò pubblicamente la decisione, per evitare che Alice o Ruggero II, principali pretendenti al principato, potessero intervenire.
La regina Melisenda convinse infine il marito a consentire ad Alice di fare ritorno ad Antiochia nel 1135. Alice intendeva migliorare i rapporti tra il principato e l'impero bizantino per emanciparsi dal dominio di Gerusalemme, ragion per cui offrì la mano di Costanza a Manuele, figlio dell'imperatore bizantino Giovanni II Comneno. Allo scopo di impedire il matrimonio con un personaggio di spicco di Costantinopoli, Folco inviò un suo emissario in Francia da Raimondo di Poitiers per esortarlo a recarsi ad Antiochia, cosa che il nobile aquitano fece viaggiando sotto mentite spoglie, poiché Ruggero II, la cui flotta controllava il mar Mediterraneo, aveva tentato di farlo prigioniero.

#### Primo matrimonio
Raimondo di Poitiers arrivò ad Antiochia nell'aprile del 1136. Rodolfo di Domfront, patriarca latino di Gerusalemme, convinse Alice che Raimondo fosse giunto per sposare lei e non sua figlia, che allora aveva otto anni. Tuttavia Costanza venne presto rapita dal nobile e costretta a sposarlo in una cerimonia officiata dallo stesso patriarca. In virtù del matrimonio, Raimondo divenne il sovrano del principato e «la sconsolata» Alice, completamente tratta in inganno, si ritirò a Laodicea.
All'inizio del 1147, Ruggero II chiese al re di Francia Luigi VII se avesse bisogno di navi da trasporto per condurre guerrieri francesi in Terra Santa in occasione della seconda crociata. Temendo tuttavia che Ruggero intendesse prestare assistenza soltanto allo scopo di far valere le sue pretese su Antiochia (e gli storici ne sono assolutamente convinti), Luigi VII e sua moglie Eleonora, nipote di Raimondo, declinarono l'offerta. Nel marzo del 1148, Luigi e i crociati francesi giunsero dopo un turbolento viaggio nel territorio del principato. Raimondo e i suoi uomini cercarono di convincere l'indeciso re francese a lanciare una campagna contro Aleppo, la principale città musulmana controllata dall'atabeg Norandino, secondogenito e successore di Zengī, poiché essa costituiva la porta per la città cristiana di Edessa. Tuttavia, quando Raimondo e Luigi giunsero sotto le mura nemiche il re francese esitò e, per mascherare la sua indecisione, addusse come pretesto la volontà di compiere prima un pellegrinaggio a Gerusalemme. Nel frattempo la regina Eleonora, rimasta ad Antiochia, aveva apprezzato il soggiorno nella città, ma in breve tempo si diffusero voci tra i crociati su una presunta relazione amorosa tra la nobildonna e Raimondo. Ciò destabilizzò lo schieramento cristiano e costrinse il re francese ad abbandonare velocemente Antiochia per recarsi a Tripoli, in Libano.

#### Vedovanza

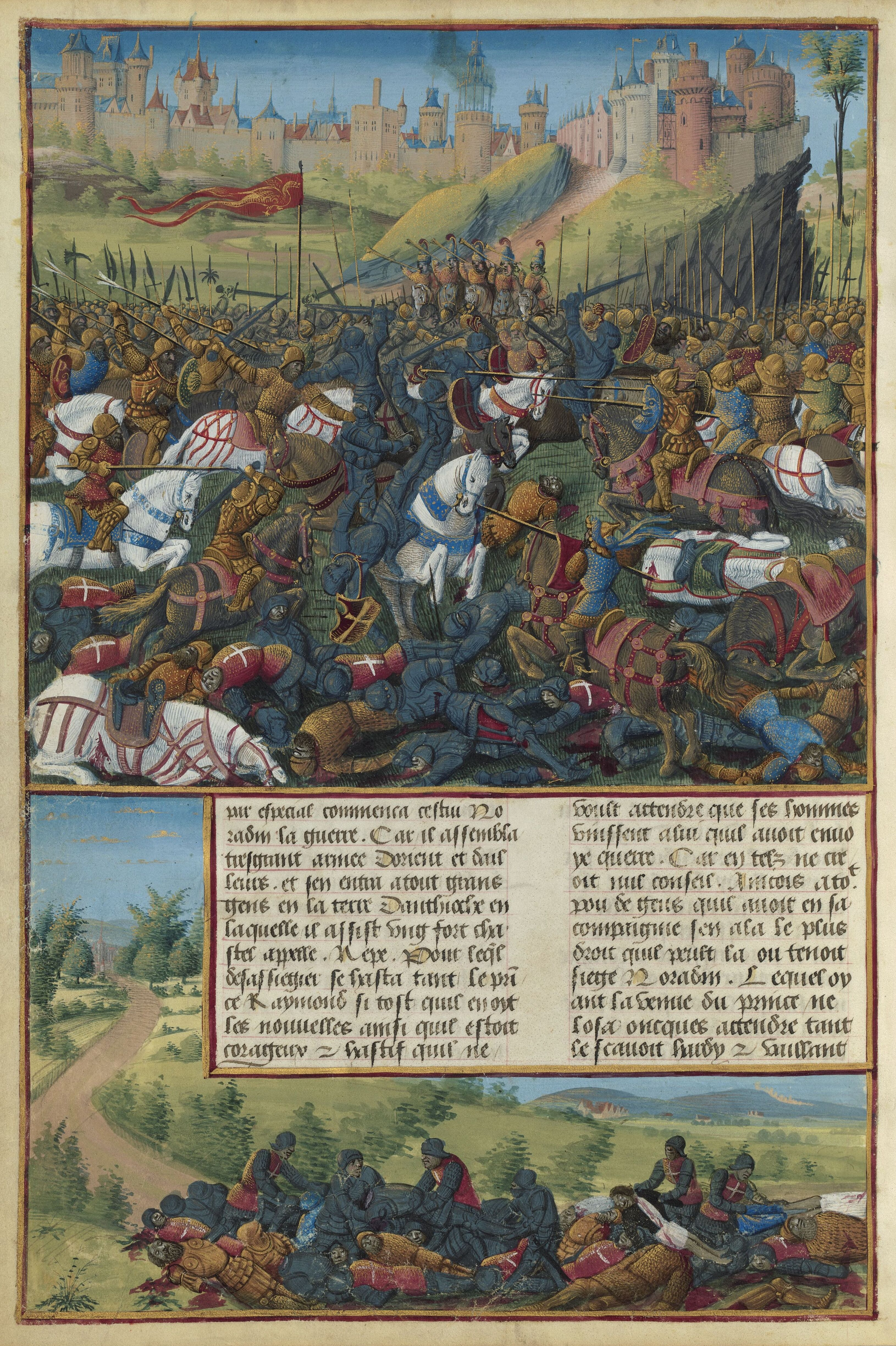
Morte del primo marito di Costanza, Raimondo di Poitiers, nella battaglia d'Inab (illustrazione tratta dal Passaggio d'oltremare)

Raimondo perse la vita durante la battaglia d'Inab, nel corso di una spedizione contro Norandino il 29 giugno 1149. Poiché i quattro figli di Raimondo e Costanza erano ancora minorenni, secondo Guglielmo di Tiro non c'era nessuno che «svolgesse i compiti di un principe e sollevasse il popolo dalla disperazione». Norandino ne approfittò e invase il principato, conquistando tutti i territori antiocheni a est del fiume Oronte. Aimerio di Limoges, patriarca latino di Antiochia, diresse la difesa del principato, ma i suoi sforzi furono vani poiché il grosso dei nobili dimostrava di preferire come guida un laico. Dopo aver appreso del destino di Raimondo, il cugino di Costanza Baldovino III di Gerusalemme raggiunse Antiochia in tutta fretta e assunse la reggenza. A quel punto, constatata la difficile situazione, giunse a una tregua con Norandino, ma il principato risultava ormai fortemente ridotto, circoscritto «alla sola pianura circostante la città e alla costa da Alessandretta a Laodicea».
In quel frangente, come riferiscono le fonti coeve, Costanza «aveva già fin troppo provato la noia di dover sottostare al potere di un marito e la scarsa libertà che viene lasciata alle donne quando sono accompagnate dal loro signore». Per questa ragione, fece sapere al re di Gerusalemme che non aveva alcuna intenzione di risposarsi. Baldovino III tornò ad Antiochia nell'estate del 1150, desideroso di dissuadere Costanza proponendo tre candidati (Yves II conte di Soissons, il principe di Galilea Gualtiero di Saint-Omer e Rodolfo di Merle), tutti però rifiutati. Sollecitata da Baldovino III, Costanza andò a Tripoli all'inizio del 1152 per incontrare lui e le sue due zie, Melisenda e Hodierna. Le due nobildonne cercarono di convincere Costanza a scegliere uno tra i tre candidati e la rimproverarono, ma lei tornò ad Antiochia avendo a tutti gli effetti rifiutato di prendere una decisione. Secondo Guglielmo di Tiro, il patriarca Aimerio persuase Costanza a non cambiare idea, in quanto voleva conservare una posizione di privilegio nel governo del principato. L'imperatore bizantino Manuele I Comneno mandò allora suo cognato vedovo, un uomo di mezza età di nome Giovanni Ruggero Dalasseno, ad Antiochia per sposare Costanza. Tuttavia, a causa della sua età, ella «lo guardava con disprezzo» secondo il contemporaneo Giovanni Cinnamo, motivo per cui, nonostante la potenziale alleanza tra le corti di Antiochia e Costantinopoli, si rifiutò infine di sposarlo.
Lo storico Steven Runciman afferma che Costanza potrebbe aver rifiutato i candidati proposti da Baldovino III e Manuele I perché si era invaghita di Rinaldo di Châtillon, un giovane cavaliere francese appena sbarcato nel Vicino Oriente. Anche se Guglielmo di Tiro descrive Rinaldo come un «cavaliere qualunque», Costanza si persuase a sposarlo lo stesso; il loro fidanzamento fu tenuto segreto poiché Costanza voleva ottenere il permesso per il matrimonio direttamente da re Baldovino III senza che altri fossero coinvolti.

#### Secondo matrimonio e morte

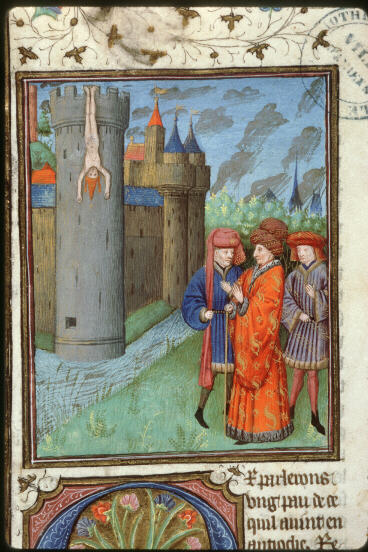
La tortura di Aimerio di Limoges, patriarca latino di Antiochia, compiuta dal secondo marito di Costanza, Rinaldo di Châtillon

Baldovino era ormai esasperato dall'atteggiamento di Costanza e fu stupito quando seppe che sua cugina aveva cambiato idea in merito alla possibilità di risposarsi. Benché non fosse uno dei pretendenti da lui suggeriti, Baldovino si convinse che il forte temperamento di Rinaldo avrebbe garantito al principato di Antiochia un uomo di spessore al potere. Approvate in tal modo le nozze, Costanza e Rinaldo celebrarono il matrimonio all'inizio del 1153. Rinaldo assunse così l'amministrazione del principato, ma si dimostrò presto impopolare tra i sudditi perché considerato un ribelle dalle origini misteriose, di lignaggio inferiore rispetto a quello della sua sposa. Era inoltre un amministratore rapace e disonesto, «privo di qualsiasi finezza politica in quanto a scrupoli». Durante gli anni successivi, i suoi frequenti tentativi di acquisire nuove ricchezze lo portarono in conflitto con il patriarca Aimerio e l'imperatore Manuele I Comneno. Il primo fu esautorato, torturato con crudeltà e costretto a concedere del denaro, oltre a dover riconoscere il ruolo di governo assunto da Rinaldo e Costanza. Il basileus invece costrinse la controparte a rendergli omaggio nella primavera del 1159. Rinaldo fu catturato e imprigionato da Majd ed-Din, governatore nominale di Aleppo e fratello di latte di Norandino, durante una razzia in territorio arabo, avvenuta nel novembre 1160 o 1161.
Durante la prigionia del marito, Costanza tentò di amministrare in autonomia il principato, ma nuovamente la maggioranza dei nobili antiocheni le avrebbe preferito un uomo, individuato nel quindicenne figlio di lei, Boemondo. Inoltre, essi temevano che Antiochia potesse continuare a rimanere nell'area d'influenza bizantina, poiché il principato aveva in passato riconosciuto la signoria nominale di Costantinopoli. Benché Norandino non rappresentasse una minaccia in quel preciso momento storico, il re Baldovino III si affrettò a raggiungere Antiochia, convinto nella necessità di assicurare maggiore stabilità nel principato. Qui dichiarò il giovanissimo Boemondo come legittimo principe, nominando il patriarca Aimerio suo tutore e reggente. Costanza non accettò la decisione di Baldovino e protestò contro di essa rivolgendosi all'imperatore Manuele.
Manuele inviò suo nipote, Alessio Briennio Comneno, affiancato dal sebastos Giovanni Camatero, ad Antiochia per avviare i negoziati relativi al suo matrimonio con la figlia di Costanza, Maria. Una volta firmato il contratto di matrimonio, i delegati dell'imperatore confermarono la posizione di Costanza come sovrana del principato. Baldovino III, anch'egli giunto ad Antiochia per incontrare gli emissari imperiali, in un primo momento si adirò fortemente, ma in seguito non protestò verso tale decisione.
Il figlio di Costanza, Boemondo, raggiunse la maggiore età nel 1163. Per rafforzare la sua posizione contro il figlio, impaziente di ottenere il potere, Costanza si rivolse in cerca di assistenza a Costantino Colomanno, il governatore bizantino di discendenza ungherese della Cilicia. Tuttavia gli aristocratici antiocheni, decisi a esautorare Costanza della sua autorità, strinsero a loro volta un'alleanza con Teodoro II d'Armenia e costrinsero la principessa a lasciare la città. Dopo la rimozione di Costanza Boemondo III assunse definitivamente il controllo del principato, divenendone il legittimo principe. Qualche tempo dopo Costanza morì, probabilmente a Laodicea o a Biblo, come sostiene Steven Runciman, lasciando quindi il dominio del figlio senza oppositori.

## Discendenza
Il primo marito di Costanza, Raimondo di Poitiers, nato nel 1099 o nel 1105, era il secondo figlio di Guglielmo IX d'Aquitania e della sua seconda moglie, Filippa di Tolosa. Secondo Guglielmo di Tiro, Costanza rimase con «due figli e altrettante figlie ancora minorenni» quando suo marito morì nel 1149. Essi erano:
- Boemondo (1148-1201), che sottrasse Antiochia a sua madre nel 1163;[63]
- Maria (1145-1182), famosa per la sua bellezza, che sposò l'imperatore bizantino Manuele I Comneno nel 1161 e fu madre dell'imperatore Alessio II Comneno;[56]
- Filippa (1148-1178), data in sposa a un «vedovo maturo», Umfredo II di Toron, dopo essere stata amante del futuro imperatore Andronico I Comneno;[65]
- Baldovino (?-1176), la cui paternità è incerta e potrebbe essere piuttosto figlio del secondo marito di Costanza;[66][67] messosi al servizio dell'imperatore bizantino, perì in combattimento durante la battaglia di Miriocefalo.[68]

Dal secondo marito, il cavaliere Rinaldo di Châtillon, ebbe con certezza una figlia, Agnese d'Antiochia (1154-1184), futura moglie di re Béla III d'Ungheria. Altri due figli sono talvolta attribuiti a Costanza, tali Raimondo dal primo matrimonio e Giovanna dal secondo, ma la loro effettiva esistenza è assai dubbia. Vi è infine un'altra figlia di Rinaldo, la cui esistenza è storicamente certa, che alcune fonti indicano avuta da Costanza. Si tratta di Alice di Châtillon, sposatasi con Azzo VI d'Este nel 1204, ma non è chiaro se la madre fosse Costanza o piuttosto la seconda moglie di Rinaldo, Stefania di Milly.

### Parentele
La famiglia di Costanza e il rapporto con i governanti della Sicilia e degli stati crociati sono riportati di seguito:
|                          |                          |                          |                          |                              |                              |                              |                              |                              |                              |                              |                              |                              |                              |                             |                             |                                  |                                  |                                  |                                  |                                  |                                  |                      |                      |                      |                      |                      |                      |                      |                      |                      |                      |                                 |                                 |                                 |                                 |                                 |                                 |                         |                         | Tancredi d'Altavilla    | Tancredi d'Altavilla    | Tancredi d'Altavilla | Tancredi d'Altavilla | Tancredi d'Altavilla    | Tancredi d'Altavilla    |                         |                         | Fresenda                | Fresenda                | Fresenda              | Fresenda              | Fresenda              | Fresenda              |  |  |
|                          |                          |                          |                          |                              |                              |                              |                              |                              |                              |                              |                              |                              |                              |                             |                             |                                  |                                  |                                  |                                  |                                  |                                  |                      |                      |                      |                      |                      |                      |                      |                      |                      |                      |                                 |                                 |                                 |                                 |                                 |                                 |                         |                         | Tancredi d'Altavilla    | Tancredi d'Altavilla    | Tancredi d'Altavilla | Tancredi d'Altavilla | Tancredi d'Altavilla    | Tancredi d'Altavilla    |                         |                         | Fresenda                | Fresenda                | Fresenda              | Fresenda              | Fresenda              | Fresenda              |  |  |
|                          |                          |                          |                          |                              |                              |                              |                              |                              |                              |                              |                              |                              |                              |                             |                             |                                  |                                  |                                  |                                  |                                  |                                  |                      |                      |                      |                      |                      |                      |                      |                      |                      |                      |                                 |                                 |                                 |                                 |                                 |                                 |                         |                         |                         |                         |                      |                      |                         |                         |                         |                         |                         |                         |                       |                       |                       |                       |  |  |
|                          |                          |                          |                          |                              |                              |                              |                              |                              |                              |                              |                              |                              |                              |                             |                             |                                  |                                  |                                  |                                  |                                  |                                  |                      |                      |                      |                      |                      |                      |                      |                      |                      |                      |                                 |                                 |                                 |                                 |                                 |                                 |                         |                         |                         |                         |                      |                      |                         |                         |                         |                         |                         |                         |                       |                       |                       |                       |  |  |
| Isabella di Montlhéry    | Isabella di Montlhéry    | Isabella di Montlhéry    | Isabella di Montlhéry    | Isabella di Montlhéry        | Isabella di Montlhéry        |                              |                              | Melisende di Montlhéry       | Melisende di Montlhéry       | Melisende di Montlhéry       | Melisende di Montlhéry       | Melisende di Montlhéry       | Melisende di Montlhéry       |                             |                             | Ugo I di Rethel                  | Ugo I di Rethel                  | Ugo I di Rethel                  | Ugo I di Rethel                  | Ugo I di Rethel                  | Ugo I di Rethel                  |                      |                      |                      |                      |                      |                      |                      |                      |                      |                      | Alberada di Buonalbergo         | Alberada di Buonalbergo         | Alberada di Buonalbergo         | Alberada di Buonalbergo         | Alberada di Buonalbergo         | Alberada di Buonalbergo         |                         |                         | Roberto il Guiscardo    | Roberto il Guiscardo    | Roberto il Guiscardo | Roberto il Guiscardo | Roberto il Guiscardo    | Roberto il Guiscardo    |                         |                         | Ruggero I di Sicilia    | Ruggero I di Sicilia    | Ruggero I di Sicilia  | Ruggero I di Sicilia  | Ruggero I di Sicilia  | Ruggero I di Sicilia  |  |  |
| Isabella di Montlhéry    | Isabella di Montlhéry    | Isabella di Montlhéry    | Isabella di Montlhéry    | Isabella di Montlhéry        | Isabella di Montlhéry        |                              |                              | Melisende di Montlhéry       | Melisende di Montlhéry       | Melisende di Montlhéry       | Melisende di Montlhéry       | Melisende di Montlhéry       | Melisende di Montlhéry       |                             |                             | Ugo I di Rethel                  | Ugo I di Rethel                  | Ugo I di Rethel                  | Ugo I di Rethel                  | Ugo I di Rethel                  | Ugo I di Rethel                  |                      |                      |                      |                      |                      |                      |                      |                      |                      |                      | Alberada di Buonalbergo         | Alberada di Buonalbergo         | Alberada di Buonalbergo         | Alberada di Buonalbergo         | Alberada di Buonalbergo         | Alberada di Buonalbergo         |                         |                         | Roberto il Guiscardo    | Roberto il Guiscardo    | Roberto il Guiscardo | Roberto il Guiscardo | Roberto il Guiscardo    | Roberto il Guiscardo    |                         |                         | Ruggero I di Sicilia    | Ruggero I di Sicilia    | Ruggero I di Sicilia  | Ruggero I di Sicilia  | Ruggero I di Sicilia  | Ruggero I di Sicilia  |  |  |
|                          |                          |                          |                          |                              |                              |                              |                              |                              |                              |                              |                              |                              |                              |                             |                             |                                  |                                  |                                  |                                  |                                  |                                  |                      |                      |                      |                      |                      |                      |                      |                      |                      |                      |                                 |                                 |                                 |                                 |                                 |                                 |                         |                         |                         |                         |                      |                      |                         |                         |                         |                         |                         |                         |                       |                       |                       |                       |  |  |
| Joscelin I di Edessa     | Joscelin I di Edessa     | Joscelin I di Edessa     | Joscelin I di Edessa     | Joscelin I di Edessa         | Joscelin I di Edessa         |                              |                              |                              |                              | Baldovino II di Gerusalemme  | Baldovino II di Gerusalemme  | Baldovino II di Gerusalemme  | Baldovino II di Gerusalemme  | Baldovino II di Gerusalemme | Baldovino II di Gerusalemme |                                  |                                  | Morfia di Melitene               | Morfia di Melitene               | Morfia di Melitene               | Morfia di Melitene               | Morfia di Melitene   | Morfia di Melitene   |                      |                      |                      |                      | Costanza di Francia  | Costanza di Francia  | Costanza di Francia  | Costanza di Francia  | Costanza di Francia             | Costanza di Francia             |                                 |                                 | Boemondo I di Antiochia         | Boemondo I di Antiochia         | Boemondo I di Antiochia | Boemondo I di Antiochia | Boemondo I di Antiochia | Boemondo I di Antiochia |                      |                      |                         |                         |                         |                         | Ruggero II di Sicilia   | Ruggero II di Sicilia   | Ruggero II di Sicilia | Ruggero II di Sicilia | Ruggero II di Sicilia | Ruggero II di Sicilia |  |  |
| Joscelin I di Edessa     | Joscelin I di Edessa     | Joscelin I di Edessa     | Joscelin I di Edessa     | Joscelin I di Edessa         | Joscelin I di Edessa         |                              |                              |                              |                              | Baldovino II di Gerusalemme  | Baldovino II di Gerusalemme  | Baldovino II di Gerusalemme  | Baldovino II di Gerusalemme  | Baldovino II di Gerusalemme | Baldovino II di Gerusalemme |                                  |                                  | Morfia di Melitene               | Morfia di Melitene               | Morfia di Melitene               | Morfia di Melitene               | Morfia di Melitene   | Morfia di Melitene   |                      |                      |                      |                      | Costanza di Francia  | Costanza di Francia  | Costanza di Francia  | Costanza di Francia  | Costanza di Francia             | Costanza di Francia             |                                 |                                 | Boemondo I di Antiochia         | Boemondo I di Antiochia         | Boemondo I di Antiochia | Boemondo I di Antiochia | Boemondo I di Antiochia | Boemondo I di Antiochia |                      |                      |                         |                         |                         |                         | Ruggero II di Sicilia   | Ruggero II di Sicilia   | Ruggero II di Sicilia | Ruggero II di Sicilia | Ruggero II di Sicilia | Ruggero II di Sicilia |  |  |
|                          |                          |                          |                          |                              |                              |                              |                              |                              |                              |                              |                              |                              |                              |                             |                             |                                  |                                  |                                  |                                  |                                  |                                  |                      |                      |                      |                      |                      |                      |                      |                      |                      |                      |                                 |                                 |                                 |                                 |                                 |                                 |                         |                         |                         |                         |                      |                      |                         |                         |                         |                         |                         |                         |                       |                       |                       |                       |  |  |
|                          |                          |                          |                          |                              |                              |                              |                              |                              |                              |                              |                              |                              |                              |                             |                             |                                  |                                  |                                  |                                  |                                  |                                  |                      |                      |                      |                      |                      |                      |                      |                      |                      |                      |                                 |                                 |                                 |                                 |                                 |                                 |                         |                         |                         |                         |                      |                      |                         |                         |                         |                         |                         |                         |                       |                       |                       |                       |  |  |
| Joscelin II di Edessa    | Joscelin II di Edessa    | Joscelin II di Edessa    | Joscelin II di Edessa    | Joscelin II di Edessa        | Joscelin II di Edessa        |                              |                              | Melisenda di Gerusalemme     | Melisenda di Gerusalemme     | Melisenda di Gerusalemme     | Melisenda di Gerusalemme     | Melisenda di Gerusalemme     | Melisenda di Gerusalemme     |                             |                             | Folco V d'Angiò                  | Folco V d'Angiò                  | Folco V d'Angiò                  | Folco V d'Angiò                  | Folco V d'Angiò                  | Folco V d'Angiò                  |                      |                      | Alice di Gerusalemme | Alice di Gerusalemme | Alice di Gerusalemme | Alice di Gerusalemme | Alice di Gerusalemme | Alice di Gerusalemme |                      |                      | Boemondo II d'Antiochia         | Boemondo II d'Antiochia         | Boemondo II d'Antiochia         | Boemondo II d'Antiochia         | Boemondo II d'Antiochia         | Boemondo II d'Antiochia         |                         |                         | Hodierna di Tripoli     | Hodierna di Tripoli     | Hodierna di Tripoli  | Hodierna di Tripoli  | Hodierna di Tripoli     | Hodierna di Tripoli     |                         |                         | Ponzio di Tripoli       | Ponzio di Tripoli       | Ponzio di Tripoli     | Ponzio di Tripoli     | Ponzio di Tripoli     | Ponzio di Tripoli     |  |  |
| Joscelin II di Edessa    | Joscelin II di Edessa    | Joscelin II di Edessa    | Joscelin II di Edessa    | Joscelin II di Edessa        | Joscelin II di Edessa        |                              |                              | Melisenda di Gerusalemme     | Melisenda di Gerusalemme     | Melisenda di Gerusalemme     | Melisenda di Gerusalemme     | Melisenda di Gerusalemme     | Melisenda di Gerusalemme     |                             |                             | Folco V d'Angiò                  | Folco V d'Angiò                  | Folco V d'Angiò                  | Folco V d'Angiò                  | Folco V d'Angiò                  | Folco V d'Angiò                  |                      |                      | Alice di Gerusalemme | Alice di Gerusalemme | Alice di Gerusalemme | Alice di Gerusalemme | Alice di Gerusalemme | Alice di Gerusalemme |                      |                      | Boemondo II d'Antiochia         | Boemondo II d'Antiochia         | Boemondo II d'Antiochia         | Boemondo II d'Antiochia         | Boemondo II d'Antiochia         | Boemondo II d'Antiochia         |                         |                         | Hodierna di Tripoli     | Hodierna di Tripoli     | Hodierna di Tripoli  | Hodierna di Tripoli  | Hodierna di Tripoli     | Hodierna di Tripoli     |                         |                         | Ponzio di Tripoli       | Ponzio di Tripoli       | Ponzio di Tripoli     | Ponzio di Tripoli     | Ponzio di Tripoli     | Ponzio di Tripoli     |  |  |
|                          |                          |                          |                          |                              |                              |                              |                              |                              |                              |                              |                              |                              |                              |                             |                             |                                  |                                  |                                  |                                  |                                  |                                  |                      |                      |                      |                      |                      |                      |                      |                      |                      |                      |                                 |                                 |                                 |                                 |                                 |                                 |                         |                         |                         |                         |                      |                      |                         |                         |                         |                         |                         |                         |                       |                       |                       |                       |  |  |
|                          |                          |                          |                          |                              |                              |                              |                              |                              |                              |                              |                              |                              |                              |                             |                             |                                  |                                  |                                  |                                  |                                  |                                  |                      |                      |                      |                      |                      |                      |                      |                      |                      |                      |                                 |                                 |                                 |                                 |                                 |                                 |                         |                         |                         |                         |                      |                      |                         |                         |                         |                         |                         |                         |                       |                       |                       |                       |  |  |
|                          |                          |                          |                          | Baldovino III di Gerusalemme | Baldovino III di Gerusalemme | Baldovino III di Gerusalemme | Baldovino III di Gerusalemme | Baldovino III di Gerusalemme | Baldovino III di Gerusalemme |                              |                              | Amalrico I di Gerusalemme    | Amalrico I di Gerusalemme    | Amalrico I di Gerusalemme   | Amalrico I di Gerusalemme   | Amalrico I di Gerusalemme        | Amalrico I di Gerusalemme        |                                  |                                  | Raimondo di Poitiers             | Raimondo di Poitiers             | Raimondo di Poitiers | Raimondo di Poitiers | Raimondo di Poitiers | Raimondo di Poitiers |                      |                      | Costanza d'Antiochia | Costanza d'Antiochia | Costanza d'Antiochia | Costanza d'Antiochia | Costanza d'Antiochia            | Costanza d'Antiochia            |                                 |                                 | Rinaldo di Châtillon            | Rinaldo di Châtillon            | Rinaldo di Châtillon    | Rinaldo di Châtillon    | Rinaldo di Châtillon    | Rinaldo di Châtillon    |                      |                      | Raimondo III di Tripoli | Raimondo III di Tripoli | Raimondo III di Tripoli | Raimondo III di Tripoli | Raimondo III di Tripoli | Raimondo III di Tripoli |                       |                       |                       |                       |  |  |
|                          |                          |                          |                          | Baldovino III di Gerusalemme | Baldovino III di Gerusalemme | Baldovino III di Gerusalemme | Baldovino III di Gerusalemme | Baldovino III di Gerusalemme | Baldovino III di Gerusalemme |                              |                              | Amalrico I di Gerusalemme    | Amalrico I di Gerusalemme    | Amalrico I di Gerusalemme   | Amalrico I di Gerusalemme   | Amalrico I di Gerusalemme        | Amalrico I di Gerusalemme        |                                  |                                  | Raimondo di Poitiers             | Raimondo di Poitiers             | Raimondo di Poitiers | Raimondo di Poitiers | Raimondo di Poitiers | Raimondo di Poitiers |                      |                      | Costanza d'Antiochia | Costanza d'Antiochia | Costanza d'Antiochia | Costanza d'Antiochia | Costanza d'Antiochia            | Costanza d'Antiochia            |                                 |                                 | Rinaldo di Châtillon            | Rinaldo di Châtillon            | Rinaldo di Châtillon    | Rinaldo di Châtillon    | Rinaldo di Châtillon    | Rinaldo di Châtillon    |                      |                      | Raimondo III di Tripoli | Raimondo III di Tripoli | Raimondo III di Tripoli | Raimondo III di Tripoli | Raimondo III di Tripoli | Raimondo III di Tripoli |                       |                       |                       |                       |  |  |
|                          |                          |                          |                          |                              |                              |                              |                              |                              |                              |                              |                              |                              |                              |                             |                             |                                  |                                  |                                  |                                  |                                  |                                  |                      |                      |                      |                      |                      |                      |                      |                      |                      |                      |                                 |                                 |                                 |                                 |                                 |                                 |                         |                         |                         |                         |                      |                      |                         |                         |                         |                         |                         |                         |                       |                       |                       |                       |  |  |
|                          |                          |                          |                          |                              |                              |                              |                              |                              |                              |                              |                              |                              |                              |                             |                             |                                  |                                  |                                  |                                  |                                  |                                  |                      |                      |                      |                      |                      |                      |                      |                      |                      |                      |                                 |                                 |                                 |                                 |                                 |                                 |                         |                         |                         |                         |                      |                      |                         |                         |                         |                         |                         |                         |                       |                       |                       |                       |  |  |
| Boemondo III d'Antiochia | Boemondo III d'Antiochia | Boemondo III d'Antiochia | Boemondo III d'Antiochia | Boemondo III d'Antiochia     | Boemondo III d'Antiochia     |                              |                              | Maria (m. Manuele I Comneno) | Maria (m. Manuele I Comneno) | Maria (m. Manuele I Comneno) | Maria (m. Manuele I Comneno) | Maria (m. Manuele I Comneno) | Maria (m. Manuele I Comneno) |                             |                             | Filippa (m. Umfredo II di Toron) | Filippa (m. Umfredo II di Toron) | Filippa (m. Umfredo II di Toron) | Filippa (m. Umfredo II di Toron) | Filippa (m. Umfredo II di Toron) | Filippa (m. Umfredo II di Toron) |                      |                      | Baldovino            | Baldovino            | Baldovino            | Baldovino            | Baldovino            | Baldovino            |                      |                      | Agnese (m. Béla III d'Ungheria) | Agnese (m. Béla III d'Ungheria) | Agnese (m. Béla III d'Ungheria) | Agnese (m. Béla III d'Ungheria) | Agnese (m. Béla III d'Ungheria) | Agnese (m. Béla III d'Ungheria) |                         |                         |                         |                         |                      |                      |                         |                         |                         |                         |                         |                         |                       |                       |                       |                       |  |  |

## Ascendenza
|                             |                 |                         | Genitori               |  |  | Nonni |  |  | Bisnonni             |  |  | Trisnonni            |  |
|                             |                 |                         |                        |  |  |       |  |  | Roberto il Guiscardo |  |  | Tancredi d'Altavilla |  |
|                             |                 |                         |                        |  |  |       |  |  | Roberto il Guiscardo |  |  | Tancredi d'Altavilla |  |
|                             |                 | Fredesenda              |                        |  |  |       |  |  | Roberto il Guiscardo |  |  |                      |  |
| Boemondo I d'Antiochia      |                 |                         |                        |  |  |       |  |  | Roberto il Guiscardo |  |  |                      |  |
|                             |                 | Alberada di Buonalbergo | …                      |  |  |       |  |  |                      |  |  |                      |  |
|                             |                 | Alberada di Buonalbergo | …                      |  |  |       |  |  |                      |  |  |                      |  |
|                             |                 | Alberada di Buonalbergo | …                      |  |  |       |  |  |                      |  |  |                      |  |
| Boemondo II d'Antiochia     |                 | Alberada di Buonalbergo |                        |  |  |       |  |  |                      |  |  |                      |  |
|                             |                 | Filippo I di Francia    | Enrico I di Francia    |  |  |       |  |  |                      |  |  |                      |  |
|                             |                 | Filippo I di Francia    | Enrico I di Francia    |  |  |       |  |  |                      |  |  |                      |  |
|                             |                 | Filippo I di Francia    | Anna di Kiev           |  |  |       |  |  |                      |  |  |                      |  |
| Costanza di Francia         |                 | Filippo I di Francia    |                        |  |  |       |  |  |                      |  |  |                      |  |
|                             |                 | Berta d'Olanda          | Fiorenzo I d'Olanda    |  |  |       |  |  |                      |  |  |                      |  |
|                             |                 | Berta d'Olanda          | Fiorenzo I d'Olanda    |  |  |       |  |  |                      |  |  |                      |  |
|                             |                 | Berta d'Olanda          | Gertrude di Sassonia   |  |  |       |  |  |                      |  |  |                      |  |
| Costanza d'Antiochia        |                 | Berta d'Olanda          |                        |  |  |       |  |  |                      |  |  |                      |  |
|                             | Ugo I di Rethel | Manasse III di Rethel   |                        |  |  |       |  |  |                      |  |  |                      |  |
|                             | Ugo I di Rethel | Manasse III di Rethel   |                        |  |  |       |  |  |                      |  |  |                      |  |
|                             | Ugo I di Rethel | Giuditta di Lorena      |                        |  |  |       |  |  |                      |  |  |                      |  |
| Baldovino II di Gerusalemme | Ugo I di Rethel |                         |                        |  |  |       |  |  |                      |  |  |                      |  |
|                             |                 | Melisenda di Montlhéry  | Guido I di Montlhéry   |  |  |       |  |  |                      |  |  |                      |  |
|                             |                 | Melisenda di Montlhéry  | Guido I di Montlhéry   |  |  |       |  |  |                      |  |  |                      |  |
|                             |                 | Melisenda di Montlhéry  | Hodierna di Gometz     |  |  |       |  |  |                      |  |  |                      |  |
| Alice di Antiochia          |                 | Melisenda di Montlhéry  |                        |  |  |       |  |  |                      |  |  |                      |  |
|                             |                 | Gabriele di Melitene    | …                      |  |  |       |  |  |                      |  |  |                      |  |
|                             |                 | Gabriele di Melitene    | …                      |  |  |       |  |  |                      |  |  |                      |  |
|                             |                 | Gabriele di Melitene    | …                      |  |  |       |  |  |                      |  |  |                      |  |
| Morfia di Melitene          |                 | Gabriele di Melitene    |                        |  |  |       |  |  |                      |  |  |                      |  |
|                             |                 | principessa d'Armenia   | Costantino I d'Armenia |  |  |       |  |  |                      |  |  |                      |  |
|                             |                 | principessa d'Armenia   | Costantino I d'Armenia |  |  |       |  |  |                      |  |  |                      |  |
|                             |                 | principessa d'Armenia   | …                      |  |  |       |  |  |                      |  |  |                      |  |
|                             |                 | principessa d'Armenia   |                        |  |  |       |  |  |                      |  |  |                      |  |

### Annotazioni
1. ↑  Prima di venire catturato, Rinaldo di Châtillon aveva incontrato di persona l'imperatore romeo Manuele e, invocando la sua comprensione dopo un grande attacco condotto alla bizantina isola di Cipro, fu perdonato dopo aver effettuato tre importante concessioni: «In qualsiasi momento gli venisse richiesta, [Rinaldo] doveva consegnare la cittadella di Antiochia a una guarnigione imperiale; doveva fornire un contingente di uomini all'esercito bizantino; e doveva accettare un patriarca di Antiochia greco invece di uno latino»: Runciman (2005), pp. 580-585.
2. ↑  Secondo  Giorgi Fiori, I Malaspina: castelli e feudi nell'Oltrepò piacentino, pavese, tortonese, Piacenza, Tip.Le. Co., 1995,  p. 34.
«L['...] unica figlia ed erede [di Boemondo II e di Alice] Costanza, vedova di Raimondo di Poitiers, aveva sposato nel 1153 Rinaldo di Chatillon, cadetto spiantato di una nobile famiglia francese; essi furono genitori di Agnese, moglie di Bela re di Ungheria, e di Alice, moglie di Azzo d'Este nel 1204» Al contrario, Runciman (2005), p. 1137, albero genealogico 2, non riporta Alice tra le figlie di Costanza e Rinaldo, ma lascia intendere che fosse figlia della seconda moglie di Rinaldo, Stefania di Milly.

### Fonti
1. ↑  Hodgson (2007), p. 182.
2. ↑  Murray (2016), pp. 81, 83-84.
3. 1 2  Runciman (2005), p. 435.
4. ↑  Murray (2016), p. 81.
5. 1 2 3  Nicholson (1969), p. 431.
6. 1 2 3 4  Jones (2022), p. 167.
7. 1 2 3 4 5 6 7  Runciman (2005), p. 436.
8. ↑  Murray (2016), p. 85.
9. ↑  (EN) Hubert Houben, Roger II of Sicily: A Ruler Between East and West, Cambridge University Press, 2002,  p. 78, ISBN 978-05-21-65573-6.
10. ↑  Runciman (2005), pp. 435-436.
11. 1 2  Grousset (1998), p. 69.
12. ↑  Barber (2012), p. 152.
13. ↑  Runciman (2005), p. 437.
14. 1 2 3 4  Nicholson (1969), p. 433.
15. 1 2 3  Runciman (2005), p. 440.
16. ↑  Runciman (2005), pp. 440, 442.
17. ↑  Runciman (2005), pp. 440-441.
18. ↑  Runciman (2005), pp. 444-445.
19. 1 2 3  Runciman (2005), p. 447.
20. 1 2  Grousset (1998), p. 75.
21. 1 2 3 4 5  Runciman (2005), p. 448.
22. ↑  Barber (2012), p. 153.
23. ↑  Norwich (2022), pp. 139-140.
24. ↑  Runciman (2005), pp. 449-450.
25. ↑  Jones (2022), p. 174.
26. 1 2  Grousset (1998), p. 76.
27. 1 2  Norwich (2022), p. 140.
28. ↑  Runciman (2005), p. 514.
29. ↑  Richard (1999), p. 266.
30. ↑  Runciman, 2005, pp. 514-515.
31. ↑  Runciman (2005), p. 515.
32. ↑  Richard (1999), p. 267.
33. ↑  Jones (2022), p. 222.
34. ↑  Hodgson (2007), pp. 182-183.
35. 1 2 3  Baldwin (1969), p. 533.
36. ↑  Runciman (2005), pp. 559, 561-562.
37. 1 2  Runciman (2005), p. 560.
38. 1 2 3 4 5 6 7  Grousset (1998), p. 90.
39. ↑  Runciman (2005), p. 562.
40. 1 2 3 4  Runciman (2005), p. 563.
41. 1 2 3  Barber (2012), p. 208.
42. ↑  Runciman (2005), p. 562, nota 1.
43. 1 2  Richard (1999), p. 278.
44. 1 2  Runciman (2005), p. 574.
45. 1 2  Barber (2012), p. 206.
46. 1 2 3  Baldwin (1969), p. 540.
47. ↑  Richard (1999), p. 279.
48. ↑  Runciman (2005), p. 575.
49. ↑  Baldwin (1969), pp. 543-544.
50. ↑  Runciman (2005), p. 584.
51. 1 2  Richard (1999), p. 288.
52. 1 2 3 4  Runciman (2005), p. 585.
53. ↑  Grousset (1998), p. 96.
54. 1 2 3  Barber (2012), p. 215.
55. ↑  Runciman (2005), pp. 585-586.
56. 1 2  Runciman (2005), p. 586.
57. ↑  Runciman (2005), pp. 586-587.
58. ↑  Baldwin (1969), p. 547.
59. 1 2  Runciman (2005), p. 590.
60. ↑  Runciman (2005), p. 592, nota 1.
61. ↑   Angelo Pernice, Raimondo di Poitiers, principe di Antiochia, su Enciclopedia italiana, treccani.it, 1935. URL consultato il 30 settembre 2023.
62. ↑   Laurel A. Rockefeller, Eleonora d'Aquitania, traduzione di Maria C. Bivona Vexille, Babelcube Inc., 2022,  p. 75, ISBN 978-16-67-44525-0.
63. 1 2  Hodgson (2007), p. 183.
64. ↑  Runciman (2005), p. 561.
65. ↑  Runciman (2005), p. 603.
66. ↑  (EN) Bernard Hamilton, The Leper King and His Heirs: Baldwin IV and the Crusader Kingdom of Jerusalem, Cambridge University Press, 2000,  pp. XVIII, 40-41, ISBN 978-0-521-64187-6.
67. 1 2 3  Runciman (2005), p. 1137, albero genealogico n. 2.
68. ↑  Runciman (2005), p. 633.
69. ↑  (EN) Chapter 2. PRINCES of ANTIOCH 1136-1268 (POITIERS), su Antioch, fmg.ac.